# Xenocyon
Xenocyon — вимерлий підрід Canis. До групи включають Canis (Xenocyon) africanus, Canis (Xenocyon) antonii та Canis (Xenocyon) falconeri, від яких походить Canis (Xenocyon) lycanoides. Від Xenocyon походить сучасні куон гірський та  дикий пес африканський.:p149

## Таксономія
Популяції що входять до таксону Xenocyon існували у пізньому пліоцені - ранньому плейстоцені розглядають як окремі види або крайні географічні варіації в межах одного таксону: Canis (Xenocyon) africanus в Африці, Canis (Xenocyon) antonii в Азії та Falis (Xenocyon) Falconeri в Європі. Xenocyon мали великий розмір тіла, порівнянно з північними популяціями сучасного сірого вовка (Canis lupus) і характеризується коротким нейрокраніум щодо їх розміру черепа

## Canis (Xenocyon) africanus
Вид спочатку отримав назву Canis africanus (Pohle 1928), але згодом був перейменований на Canis (Xenocyon) africanus. Існував у період пізнього пліоцену та раннього плейстоцену у Африці.

## Canis (Xenocyon) antonii
Вид спочатку отримав назву Canis antonii (Zdansky 1924), але згодом був перейменований на Canis (Xenocyon) antonii. Існував у період пізнього пліоцену та раннього плейстоцену в Азії. Назва застосована до пізньопліоценових скам’янілостей канідів, які були знайдені в Китаї у місцях розкопок Лок. 33 (Ян Шао Цун у провінції Хенань), Лок. 64 (провінція Чжилі). та Фань Цун (провінція Шаньсі). В Європі вид має назву Canis (Xenocyon) falconeri.

## Canis (Xenocyon) falconeri
Верхній Вальдарно — назва частини долини Арно, що знаходиться в провінціях Флоренція та Ареццо, Італія. Регіон обмежений гірським хребтом Пратоманьо на півночі та сході та горами К'янті на півдні та заході. У басейні Верхній Вальдарно знайдені скам’янілости трьох видів викопних канідів, що відносяться до пізньої віллафранхійської ери, 1,9-1,8 мільйона років тому. Саме тут швейцарський палеонтолог Чарльз Іммануїл Форсайт Мейджор виявив Canis falconeri (Forsyth Major 1877 р.). Пізніше вид був перейменований на Canis (Xenocyon) falconeri, але пізніше був кваліфікований як Canis (Xenocyon) antonii. Від цієї популяції походить Canis (Xenocyon) lycanoides.

## Canis (Xenocyon) lycaonoides
Вид спочатку було названо Xenocyon lycaonoides (Kretzoi 1938), але пізніше перейменовано на Canis (Xenocyon) lycanoides. Існував від раннього до середнього плейстоцену в Африці та Євразії. Canis (Xenocyon) lycaonoides мали розмір з сучасними північними популяціями сірого вовка (C. lupus) та мосбахського вовка, що за розмірами можна порівняти з сучасним індійським вовком (C . l. pallipes). Ареал цих вовків простягався від Англії та Греції по всій Європі до високих широт Сибіру через Забайкалля, Таджикистан, Монголію та Китай. Справжні сірі вовки з'являлися не раніше кінця середнього плейстоцену, 500-300 тисяч років тому.
Canis (Xenocyon) lycaonoides полювали на антилоп, оленів, слоненят, турів, бабуїнів, диких коней та, можливо, людей. Ймовірно, від цього виду походить африканський дикий собака (Lycaon pictus) куон гірський (Cuon alpinus) південно-східна Азія, вимерлий сардинський куон (Cynotherium sardous), а також два види вимерлих яванських собак (Megacyon merriami та Mececyon trinilensis).
Незадовго до появи жахливого вовка (Canis dirus) відбулась інвазія Xenocyon до Північної Америки. Знайдені скам'янілості показують їх як рідкісні, ймовірно, вони не змогли конкурувати з C. dirus.Xenocyon texanus є таксономічним синонімом Xenocyon lycaonoides.